# Čuječnost
Definicij čuječnega človekovega notranjega stanja je veliko, a vse definicije poudarjajo podobne vidike čuječnosti. Mnogi raziskovalci opredeljujejo čuječnost kot zavedanje in neobsojajoče sprejemanje sedanjega trenutka. Takšno zavedanje lahko vključuje tako notranje (npr. misli, čustva) kot tudi zunanje dogajanje (npr. kar človek zaznava od zunaj).
Nekateri raziskovalci predlagajo model čuječnosti, ki vsebuje dve komponenti, in sicer:
- splošno inherentno zmožnost vsakega človeka za lastno usmerjanje pozornosti,
- ter specifično orientacijo do lastnega doživljanja v danem trenutku.

Prvi element čuječnosti, samoregulacija pozornosti, se nanaša na neselektivno opazovanje dogajanja in posledično povečano zavedanje misli, občutkov in neposrednega dogajanja. Ta element se nanaša na občutek posameznika, da je v danem trenutku popolnoma živ in prisoten.
Drugi element čuječnosti, orientacija do izkušenj, pa pomeni posameznikov odnos do dogajanja, ki naj bi bil radoveden, odprt in sprejemajoč. V kontekstu čuječnosti pa se sprejemajoč odnos ne nanaša na pasivnost ali sprejemanje danega iz obupa, temveč pomeni prav nasprotno. Sprejemajoč odnos namreč pomeni, da je posameznik zmožen doživeti dogodke v polni meri, ne da bi kakšen vidik dogodka namenoma ignoriral ali potlačil
Čuječnost lahko poimenujemo tudi kot spretnost ali veščino, ki jo razvijamo s treningom.Obstaja več načinov za kultiviranje čuječnosti. Pogosto potekata razvoj in kultiviranje čuječnosti preko discipliniranega treninga meditacije, ki jo Miller, Fletcher in Kabat-Zinn opredeljujejo kot zmožnost za namerno in neobsojajoče usmerjanje pozornosti skozi čas ter osredotočanje na trenutno dogajanje.
Čuječnost pa je možno razvijati tudi z različnimi oblikami psihoterapije. Večina avtorjev se strinja, da so na čuječnosti utemeljeni pristopi in terapije uporabni tako pri zdravljenju kliničnih kot tudi nekliničnih motenj in težav. Meditacija v zdravstvu se zaradi svoje učinkovitosti pri odpravljanju ali zmanjševanju simptomov ne pojmuje več kot oblika alternativne medicine, temveč kot njen integralen del.

## Zgodovinska umestitev
Čuječnost je koncept, ki ima dolgo zgodovino, saj so se z njim ukvarjali že filozofi in mistiki več tisoč let nazaj. Izvorno sicer izhaja iz budistične tradicije, a gre za univerzalen fenomen, zaradi česar je možno čuječnost vaditi neodvisno od budističnega izvora. Kljub dejstvu, da je bilo zanimanje za čuječnost vseskozi veliko, ta koncept do nedavnega ni bil deležen obsežnejšega znanstvenega raziskovanja. V zadnjem desetletju pa je čuječnost postala ena izmed osrednjih tem preučevanja zlasti znotraj klinične in zdravstvene psihologije. V zdravstvenem oziroma kliničnem kontekstu se o čuječnosti govori predvsem v navezavi na kognitivno-vedenjsko terapijo ali pa na čuječnosti utemeljeno kognitivno terapijo. Ta poudarek na čuječnosti kot pomembnemu elementu terapije kaže na določeno mero vpliva vzhodnjaških religij in duhovnosti na zahodno psihologijo ter preučevanje narave delovanja človekovega uma.
Zaradi osredotočanja na sedanji trenutek se čuječnost pozitivno povezuje s psihičnim blagostanjem in hkrati predstavlja dober mehanizem za poravnavanje s stresom, anksioznostjo, ruminacijo, jezo in drugimi oblikami vedenja, ki imajo negativne vplive na človekovo počutje.
V okviru raziskovanja pozitivnega vpliva čuječnosti na zdravje lahko omenimo tudi raziskovalki Garland in Fredrickson, ki v teoriji »Broaden and Build« navajata izsledke o vplivu pozitivnih čustev na psihično blagostanje. Velik vpliv pozitivnih čustev na psihično blagostanje pripisujeta njihovemu potencialu, da razširijo posameznikov repertoar možnih mišljenj in vedenj. To jim posledično omogoča, da fleksibilno ustvarjajo kompleksne asociacije, so dovzetni za več senzornih informacij in lahko tvorijo bolj raznolike in originalne ideje. Ključni vidik t. i. razširjenega delovanja je psihološka fleksibilnost, ki je definirana kot zmožnost posameznika, da osredotoči pozornost na to, kar se dogaja v sedanjem trenutku, in v njem vztraja. Učinki pozitivnih čustev na psihično blagostanje so obenem tudi ključne lastnosti konstrukta čuječnosti. Učinek čuječnosti na psihično blagostanje izhaja predvsem iz treh glavnih mehanizmov delovanja, in sicer sprejemanja situacije kot je, decentriranja perspektive in samoregulacije. Ti mehanizmi omogočajo emocionalno ravnotežje, ki zajema sprejemanje notranjega doživljanja, čustveno jasnost, kognitivno fleksibilnost in zdrav pristop k problemom.
Keng in sodelavci navajajo raziskave, ki temeljijo na funkcijskem slikanju možganov (fMRI) in kažejo pozitivne učinke čuječnosti na posameznikovo počutje. Rezultati teh raziskav kažejo, da bolj čuječni posamezniki bolje regulirajo čustvene odzive preko kortikalne inhibicije amigdale, zaradi česar doživljajo večjo mero čustvenega ravnovesja.
V eni izmed raziskav izvedenih v laboratoriju so raziskovalci preučevali takojšnje odzive vzorca študentov na socialno stresno situacijo in njihovo zmožnost za okrevanje preko poravnavanja s stresno situacijo. Rezultati študije so pokazali, da so bolj čuječni posamezniki razvili bolj prilagojene načine odzivanje na stres in poravnavanje z njim, zaradi česar so poročali o manj negativnih ocenah situacije. Bolj prilagojena regulacija stresne situacije je posledično zniževala ravni anksioznosti (merjene med stresno situacijo) in vplivala na višjo raven psihičnega blagostanja.

## Programi treninga čuječnosti in njegovi učinki na psihično blagostanje
Pozitivni učinki na posameznikovo psihično funkcioniranje in posledično na zmanjševanje učinkov negativnih čustev in misli so prispevali k temu, da je vključevanje čuječnosti v klinično delo danes zaradi svojih pozitivnih učinkov na paciente zelo razširjeno. Prvotno so bili treningi čuječnosti uporabljeni predvsem v namene preprečevanja ponovnega nastopa bolezni pri depresivnih pacientih, danes pa se terapije, ki temeljijo na čuječnosti, uporabljajo tudi pri neklinični populaciji. Pozitivni učinki treninga čuječnosti so bili npr. ugotovljeni pri študentih, ki se med izpitnim obdobjem spopadajo s testno anksioznostjo.
Programe, ki temeljijo na principih čuječnosti, lahko tako zasledimo v okviru zdravljenja širokega spektra psihičnih motenj. V nadaljevanju je navedenih nekaj takih najbolj učinkovitih in znanih programov: na čuječnosti utemeljen program za zmanjševanje stresa (angl. ''Mindfulness-based stress reduction''), dialektična vedenjska terapija za paciente z mejno osebnostno motnjo (angl. Dialectical behavior therapy for borderline personality disorder), na čuječnosti utemeljena terapija (angl. Mindfulness-based cognitive therapy) in terapija sprejemanja in zavezanosti (angl. Acceptance and Commitment therapy).

### Na čuječnosti utemeljen program za zmanjševanje stresa
Eden najbolj razširjenih in priznanih programov, ki vključuje čuječnost, je na čuječnosti utemeljen program za zmanjševanje stresa. Znotraj tega 8- do 10-tedenskega skupinskega programa udeleženci preko različnih treningov meditacije postopoma razvijajo čuječnost. Srečanja potekajo enkrat tedensko po dve uri in pol, enkrat pa se udeleženci dobijo za cel dan. Prvi element programa je redna vadba meditacije v okviru rednih srečanj. Poleg rednih skupinskih srečanj je za udeležence programa nujno, da čuječnost vadijo tudi doma, in sicer namenoma, po 45 minut dnevno, prav tako pa naj bi elemente prakse čuječnosti uporabljali tudi v vsakdanjem življenju. Drugi del programa vsebuje psihoedukacijo s področja stresa in čustev, znotraj katere udeleženci spoznavajo osnovne mehanizme njunega delovanja. Skupen namen postopkov in tehnik, ki se jih udeleženci učijo v okviru programa, je, da bi se le-ti bolj zavedali svojih trenutnih misli in čustev in da bi spremenili svoj odnos do njih. Reden trening veščin čuječnosti in vadba meditacije naj bi jim omogočila, da se v stresnih situacijah namesto negativnega mišljenja, ruminiranja in pretirane anksioznosti raje mirno odmaknejo od svojih misli in čustev. Na ta način naj bi prišlo do zmanjševanja psihološkega stresa in poročanja o različnih bolezenskih simptomih. Namesto tega naj bi bili posamezniki vse bolj čuječni na vsakodnevni ravni, zaradi česar je njihovo psihološko funkcioniranje bolj kakovostno . Pozitivni učinki programa so bili ugotovljeni na številnih različnih populacijah pacientov kot npr. pri pacientih po presaditvi organov, posameznikih po travmatski poškodbi možganov, bolnikih z rakom in bolnikih s HIV, anksioznih bolnikih in bolnikih, ki trpijo za depresijo ali pa imajo katere druge psihiatrične ali bolj splošne bolezenske simptome ter pri študentih medicine. 

### Na čuječnosti utemeljena kognitivna terapija
Prav tako zelo učinkovit program oziroma terapija, ki temelji na čuječnosti, je na čuječnosti utemeljena kognitivna terapija. Tako kot na čuječnosti utemeljen program za zmanjševanje stresa tudi na čuječnosti utemeljena kognitivna terapija temelji na 8-tedenskem programu, ki se izvaja enkrat tedensko po dve uri in pol. Kaviani in sodelavci povzemajo, da terapija integrira elemente kognitivno-vedenjske terapije za zdravljenje depresije in elemente na čuječnosti utemeljenega programa za zmanjševanje stresa. Poudarek programa ni na tem, da bi ljudje aktivno spreminjali vsebino svojih misli, temveč je poudarek na tem, da so misli in čustva samo miselni produkti in ne objektivne, splošno sprejete resnice . Povedano z drugimi besedami se na čuječnosti utemeljena kognitivna terapija osredotoča na sistematičen trening ti. decentriranega pogleda  (»Moje misli niso dejstva.«) na misli in čustva. Tak pristop naj bi tistim, ki se vključijo v ta 8-tedenski program, omogočil, da pridejo v stik s tem, kar doživljajo in mislijo v sedanjem trenutku, namesto da se izgubljajo v neproduktivnem ruminiranju in negativističnem premlevanju preteklih dogodkov ter skrbi. Takšno osredotočanje pozornosti na sedanjost udeležencem programa omogoča, da prepoznajo depresivne misli in jih ne potlačijo, temveč namesto tega poskušajo prisluhniti sebi in samo nepresojajoče sprejeti, kar doživljajo. 
Osredotočanje misli in čustev na sedanje dogajanje ima številne pozitivne posledice na človekovo psihološko dogajanje; čuječnostna praksa človeku omogoča neposreden kontakt z razkošjem senzacij, ki se skrivajo v vsakem trenutku. Ravno tako močno zavedanje bogastva vsakega trenutka pa je eden glavnih virov psihičnega blagostanja.

## Čuječnost in stres na delovnem mestu
Zaposleni v svojem delovnem okolju preživijo veliko časa, zato je lahko eden izmed pomembnejših stresorjev v posameznikovem življenju prav opravljanje dela na delovnem mestu. Zaradi svojih številnih pozitivnih učinkov na človekovo psihično in fizično blagostanje je v zadnjem času trening čuječnosti postal zelo priljubljen tudi znotraj delovnih organizacij. Trening čuječnosti se v takem okolju osredotoča predvsem na zmanjševanje negativnih učinkov stresa in izgorelosti, ki ju doživljajo zaposleni na delovnem mestu. Prav tako pa je trening čuječnosti priporočljiv tudi za zaposlene, ki ne doživljajo nujno prevelike mere stresa, temveč si samo želijo izboljšati kakovost svojega psihičnega počutja na delovnem mestu in posledično bolj učinkovito in zadovoljno delovati na delovnem mestu.
Uvajanje čuječnostne prakse na delovno mesto je še precej novo področje, zaradi česar je za enkrat še težko govoriti o splošnih učinkih te prakse na širšem področju delovnih mest. Največ študij s področja zmanjševanja stresa na delovnem mestu skozi prakso čuječnosti je nastalo na področju zdravstva in znotraj šolskega konteksta. Na podlagi teh študij lahko vsemu navkljub vseeno identificiramo nekatere splošne izsledke čuječnostne prakse za zmanjševanje stresa na delovnem mestu. 
Raziskovalci študij, opravljenih na medicinskih sestrah, poročajo o pozitivnih učinkih intervencije treninga čuječnosti na njihovo samoučinkovitost in na raven njihove sproščenosti. Prav tako se je pomembno zmanjšala tudi raven njihove čustvene izgorelosti. O podobnih rezultatih so poročali tudi učitelji, ki so bili deležni treninga čuječnosti. Pri njih je namreč po treningu prišlo do pomembnega povišanja ravni samoučinkovitosti v službenem kontekstu, obenem pa so pozitivne spremembe zaznali v skrbi zase, v svoji fizični pripravljenosti in v medosebnih odnosih. Učitelj so trening čuječnosti predstavili tudi svojim učencem, na katere je le-ta imel podobne učinke kot na učitelje, pozitiven vpliv pa se je kazal tudi pri zmanjševanju njihove testne anksioznosti. 
Trening čuječnosti ne predstavlja hitre in lahke rešitve za spoprijemanje z vsakodnevnim stresom v delovnem ali družinskem okolju. Potreben je reden trening, ki na daljši rok gradi zdravo podlago za posameznikovo fizično in psihično počutje skozi doživljajsko razumevanje prepleta misli, čustev in telesnih senzacij. Trening čuječnosti zaposlene opremi s praktičnimi znanji oziroma veščinami, ki jih lahko uporabijo v stresnih obdobjih skozi celotno delovno obdobje. Raziskovalciopozarjajo, da je trening čuječnosti za namene zniževanja ravni stresa povezanega z delom sicer zelo priporočljiv, da pa je treba obenem v ozir vzeti tudi situacijske in organizacijske dejavnike, ki igrajo zelo veliko vlogo pri izgorevanju na delovnem mestu in doživljanju stresa. Pri zmanjševanju ravni doživljanja stresa v delovnem okolju moramo zatorej upoštevati tako osebnostne dejavnike, ki jih lahko naslovimo preko treninga čuječnosti, kot tudi strukturne dejavnike, ki nadredno določajo pogoje dela in posledično raven našega zadovoljstva na delovnem mestu.
Raziskovalca Weick in Sutcliffe (2001, v Marianetti in Passmore, 2010) sta s 5-stopenjskim čuječnostnim modelom opisala značilnosti t.i. čuječnostne delovne organizacije:
1. večja osredotočenost na neuspeh kot na uspeh
2. odpor do poenostavljenja interpretacij
3. občutljivost do dejavnosti
4. vzdržljivost, trdoživost
5. zaupanje v strokovno znanje.

Po mnenju nekaterih strokovnjakov (npr. Issel in Narasimha, 2007, v Marianetti in Passmore, 2010) je ta model primeren tudi v namene raziskovanja uspešnosti procesov in dobrih praks, ki se nanašajo na  čuječnost. 

## Razvijanje čuječnosti
Obstaja kar nekaj različnih načinov razvijanja čuječnosti. V nadaljevanju je predstavljen 4-stopenjski model avtorjev Marianetti in Passmore (2010) in način, kako ga uporabljati na delovnih mestih.
4-stopenjski model čuječe pozornosti
1. Pridobivanje znanja o čuječnosti je pomemben prvi korak v procesu razvoja čuječnosti. Posameznik se namreč seznani s tem, kaj je čuječnost, s koncepti čuječnosti, pozitivnimi vidiki, razlogi in logiko čuječnosti.
2. Vzdrževati namerno zavedanje je najtežji korak. Pogosto je zavedanje enačeno s pozornostjo, v resnici pa nista sinonima. Zavedanje zbira vse zunanje in notranje dražljaje, njegova naloga je, da z njimi upravlja tako zavestno kot tudi nezavedno. Medtem ko je pozornost usmerjanje spoznavnega sistema na nek določen dražljaj, ki ga preko zavedanja zaznamo. Namerno zavedanje je torej razumevanje in dojemanje sedanjega trenutka realnosti z vsemi neštetimi dražljaji, ki smo jih zmožni zaznati.
3. Vključujoča in pristna pozornost predstavlja cilj tretje stopnje. Bistvo je, da medtem nismo obsojajoči, temveč se namesto vprašanja 'zakaj' osredotočamo na vprašanja 'kdo', 'kaj', 'kje', 'kdaj'. Sama pozornost in osredotočenost je cilj, kajti namen ni, da bi kaj več doživeli ali začutili. Gre zgolj za poglobitev v doživljanju sebe in okolice takšnih, kot sta v določenem trenutku.
4. Ne obsojajoče sprejemanje je zadnja stopnja tega modela. Pomeni je opazovanje zunanjih in notranjih dražljajev, svojih misli, čustev in fizičnih občutkov. Namen tega ni v iskanju globljega pomena, temveč v doživljanju, ki vključuje sprejemanje, ne obsojanje, ne vrednotenje, brez želje, da bi jih spremenili.

Uporaba modela
Namerno zavedanje najlažje dosežemo preko t.i. sprožilcev. To so npr. zvonjenje telefona, vsakodnevna prijava na delovno mesto, postavljanje pisnih opomnikov na vidna mesta, gledanje na uro. Vse to uporabimo kot opomnik, ob katerem se zaposleni spomni namernega osredotočenja na sedanji trenutek.
Tretjo stopnjo zaposleni izvajajo med delovnim časom, saj naslednje čuječnostne vaje ne trajajo več kot 5 minut:
5 minut na dan
To vajo izvajamo kadarkoli med odmori, med čakanjem na sestanek, na poti v službo ali iz službe domov. Počasi se umirimo in se poskušamo zavedno osredotočiti na same sebe. Postavljamo si vprašanja o svojih mislih, telesnih občutkih, čustvih; npr. Kakšne misli se mi trenutno podijo po glavi?, Kako se počutim ob teh mislih?, Kakšna čustva se mi sprožajo ob teh mislih?, Kje lahko začutim ta čustva v svojem telesu? … Medtem opazujemo svoj miselni tok, ga ne prekinjamo, temveč pustimo in doživljamo, kaj se v nas dogaja.
Čas za dihanje
To je vaja, ki jo izvajamo samostojno ali v povezavi s prejšnjo. Podobno kot prej utihnemo in se umirimo, poskušamo se osredotočiti nase. Koncentracijo, ki je trenutno zelo široka, usmerimo zgolj na svoje dihanje. Opazujemo, kako vdihnemo in izdihnemo, pozorni smo na vsak posamezen vdih. Poskušamo ugotoviti, kje začutimo dihanje, v katerem delu telesa ga najbolj začutimo. Ponovimo do 20 vdihov. Postopoma širimo svojo pozornost na celotno telo in na občutke, ki jih pri tem zaznavamo. Nadalje svojo pozornost še bolj razširimo, in sicer na realnost okoli nas.
Ta vaja je še posebej primerna kot priprava na pomembnejši sestanek ali predstavitev, govor ipd.
Dober tek
Vajo izvajamo med obedovanjem, saj je njen namen, da smo bolj pozorni na hrano, medtem ko jo uživamo. Pomembno je, da smo med obrokom sami in v mirnem okolju, kjer se izognemo vsem motečim dejavnikom, kot so radio, časopis, mobilni telefon, glasba. Preden začnemo hrano okušati, poskušamo hrano zaznati z ostalimi čutili; pogledamo, kakšna je, kako je servirana, kakšen vonj oddaja, kakšna je na dotik (če je to mogoče). Predstavljamo si, da je še nikoli prej nismo jedli. Nato začnemo počasi uživati obrok, pozorni smo na sestavo jedi, njene različne okuse, kako jo občutimo v ustih. Na takšen način resnično lahko uživamo v hrani in se pri tem sproščamo.
Zadnjo stopnjo modela je tako za začetnike, kot tudi tiste, ki se že dalj časa ukvarjajo z meditacijo, najtežje doseči. Vse vaje čuječnosti opravljamo sočutno do sebe. Če nam misli odtavajo, se neočitajoče vrnimo nazaj. Bistvo čuječnosti ni orientirano v cilj, temveč v dejavnost. Zato je pomembno, da se sprejemamo, smo do sebe sočutni in prijazni.
Avtorja poudarjata, da ta model ni popoln, saj vsak posameznik drugače dojema te štiri korake, kljub temu pa lahko deluje kot odskočna deska v prakticiranje čuječnosti.

## Pozitivni učinki čuječnosti v delovnih organizacijah
| PRIMER DELOVNEGA MESTA MIZARJA Mizar je v časovni stiski. Delo, za katerega bi potreboval 8 ur, mora končati v štirih urah. Pod močnim pritiskom hiti in ne opazi, da je njegovo dleto že precej neučinkovito, saj ga je v naglici pozabil obrusiti. Mizar lahko še naprej nadaljuje s svojim delom, svojo energijo troši brez nadzora, se jezi in preklinja, povrhu vsega pa s svojim dletom ne dosega optimalnih rezultatov. Druga možnost za mizarja pa je, da se za trenutek ustavi in pogleda na situacijo bolj analitično. Razmisli, kako bi lahko izboljšal svojo delovno učinkovitost in v veliki verjetnosti opazi, da bi moral dleto obrusiti. Zbere svojo energijo in misli, posledično njegov izdelek ne trpi posledic zaradi slabega orodja in njegovo delo je časovno bolj ekonomično. |

 Raziskovalci se množično ukvarjajo s pozitivnimi vidiki čuječnosti in njenimi vplivi na področju dela. Razlog za izbiro določene strategije iz zgoraj navedenega primera naj bi bil tudi v prakticiranju čuječnosti. V prvem primeru se je mizar osredotočal predvsem na končni izdelek in na njegovo kakovost. Čuječnost pa poveča možnost za drugo izbiro, saj je njen cilj razviti sposobnost osredotočanja na sedanja trenutek in situacijo, iz katere poskuša posameznik narediti čim več.
Pozitivni učinki čuječnosti, ki se bolj povezujejo z delovnim mestom, so pozitivni učinki na delovno obremenitev, zadovoljstvo z delom, delovno vizijo, odločanje, razreševanje konfliktov, ustvarjalnost. Poleg tega prakticiranje čuječnosti vpliva na upravljanje s stresom in izvedbo delovnih nalog. V delovni organizaciji se ti učinki kažejo v izboljšanju delovnega okolja, ki postaja vse bolj zdravo in varno, kar posredno učinkuje tudi na blagostanje vseh zaposlenih. Razlike se vidijo tudi v krepitvi organizacijske klime, ki postaja vse bolj odprta in pripravljena na spremembe, učenje in razvoj (Marianetti in Passmore, 2010).
Kako lahko čuječnost pomaga na delovnem mestu (McKenzie, 2013)?
1. zaposleni naj začnejo z zavedanjem o dani resničnosti
2. sprejemanje sedanjosti naj nadomesti nerealne želje
3. delo na tem, da se zaposleni ne obremenjujejo, če niso čuječi
4. osredotočanje na stvari, ki so pomembne (mir, veselje in produktivnost) namesto na stvari, ki nas vznemirjajo

Učinki čuječnosti na delu se kažejo v tem, da zaposleni zaznavajo svoje delo kot bolj prijetno, svoje delovne naloge opravljajo bolj učinkovito. Ker so čuječi zaposleni bolj v stiku z realnostjo, saj se je bolj zavedajo, bolje vedo, kakšno delo so sposobni opravljati in kako ga najbolje opraviti. Dobro tudi prepoznavajo pravi namen svojega dela (McKenzie, 2013). 

## Čuječnost v pozitivni psihologiji in vsakdanji delavnik
Čuječnost lahko povezujemo s kar nekaj fenomenov, s katerimi se ukvarja pozitivna psihologija, kot so: zanos, naučeni optimizem, osebnostne vrline, časovna predstavljivost, obvladovanje stresa …

### Osebnostne moči
Princip pozitivne psihologije je, da se osredotoča na posameznikove pozitivne lastnosti, njegove osebnostne moči, ki jih lahko razvija. V tem se pozitivna psihologija sreča s področjem razvoja kadra, saj delovne organizacije vedno strmijo k izboljšanju delovnih potencialov zaposlenih in njihove zmogljivosti. Poznamo dva modela osebnostnih moči:
1. Strenghts-Finder (Buckingham in Clifton, 2001, v Marianetti in Passmore, 2010[15])
2. Vprašalnik osebnostnih vrlin (Values in Action, VIA; Peterson in Seligman, 2004, v Marianetti in Passmore, 2010[15]) je prosto dostopen na spletu, možno ga je reševati tudi v slovenskem jeziku.

Oba vprašalnika se uporabljata v namene prepoznavanja in razvrstitve osebnostnih moči kadra.